# Sale (Gussago)
Sale (Sàle in dialetto bresciano) è una frazione di Gussago che conta circa 6 000 abitanti, dislocata nella zona sud del comune di Gussago. Confina con gli abitati del Villaggio Badia e della Mandolossa di Brescia e con Cellatica.
La frazione deve infatti il suo sviluppo alle nobili famiglie dei Sala (che hanno dato il nome alla frazione) e Caprioli, che nel Quattrocento fecero costruire numerosi palazzi e vi stabilirono la propria residenza di campagna.
Arroccata sul Monticello si trova la parrocchia dedicata a Santo Stefano, l'oratorio femminile dedicato a Santa Maria Crocifissa di Rosa. Scendendo dal Monticello per via Santo Stefano e via Sorda, si giunge in via Trieste ove si colloca l'oratorio maschile, itrova trono è Lodovico Pavoni.
A Sale sono presenti tre chiese: la chiesa parrocchiale di Santo Stefano, la chiesa della Santa Croce e la chiesa privata di Sant'Adriano Martire.
Nell'anno in cui la festa dell'Esaltazione della Santa Croce cade in domenica, si svolge una grande festa solenne, così come nell'anno nel quale la Festa di Sant'Adriano cade di domenica, si celebra una grande processione con le reliquie ed una festa nei grandi palazzi nobiliari circostanti.
Le arterie principali della frazione sono via Sale, strada antica che dà il nome all'intera frazione e che collega Gussago a Castegnato tramite la località La Stacca (Stàca); via Santa Croce, altra via antica cuore della festa di Sale; via Trieste, via dell'oratorio, del campo sportivo e della scuola materna statale; viale Italia, strada che porta alla zona industriale della Mandolossa; via Togni, strada di campagna che costeggia il torrente e porta alla località Localnuovo (Löcnöf).
Sale è la contrada che ha visto crescere maggiormente il proprio numero di abitanti, grazie alla costruzione e successivo allargamento del villaggio Le Frusche (Frösche), il cosiddetto "Villaggio Vaila".
Inoltre, sorge la scuola elementare più ampia del paese, intitolata a Teresio Olivelli.

## Sport
A Sale troviamo l'Associazione Sportiva Dilettantistica Oratorio Sale di Gussago, dai colori sociali giallo-blu, utilizza per allenamenti e partite il campo situato di fronte all'oratorio Maschile in via Trieste.
In occasione della Festa dell'Oratorio, celebrata fra l'ultima settimana di maggio e la prima di giugno, viene organizzato un torneo notturno di calcio a 16 squadre, denominato "Sotto le Stelle". L'evento comincia nella serata del 1º giugno e si conclude la mattina seguente.
La frazione è attraversata dalla pista ciclabile che collega la città di Brescia con Paratico.